# 中国人权发展基金会
中国人权发展基金会成立于1994年8月15日，是由中共中央宣传部（国务院新闻办公室）主管、在民政部登记注册的社会组织。
根据基金会章程，基金会的宗旨是以“邓小平理论”、“‘三个代表’重要思想”和“科学发展观”为指导，贯彻“习近平总书记系列重要讲话精神”和中共中央“治国理政新理念新思想新战略”，遵守宪法“国家尊重和保障人权”的原则，促进中国人权事业的发展和进步；加强在国际人权领域的交流与合作，推动世界人权进步事业。
该基金会一直是中华人民共和国唯一的人权方面的基金会。该基金会第一届理事会举办时，得到了时任中共中央政治局常委、国务院总理李鹏的题词，以及全国人大常委会委员长乔石、国务院副总理朱镕基两位中央政治局常委的电话祝贺。